# Ronald Martin Foster
Ronald Martin Foster (* 3. Oktober 1896; † 2. Februar 1998 Belmar, Monmouth County, New Jersey) war ein US-amerikanischer Ingenieur, der an den Bell Labs an elektronischen Filtern für Telefonleitungen arbeitete. Seine Veröffentlichung im Jahr 1924 A Reactance Theorem (Reaktanztheorem) inspirierte Wilhelm Cauer zu seiner Netzwerksynthese.
Er hatte in Harvard studiert und arbeitete bei AT&T (später Bell) über symbolische Logik, Fourier-Integrale und Elektrische Netztheorie. Von 1943 bis 1963 war er Professor am Polytechnic Institute of Brooklyn.
Am 12. April 1924 heiratete er Annabel Conover.